# スバウグスタ駅 (ローマ地下鉄)
スバウグスタ駅 (Subaugusta) はローマ地下鉄のA線にある駅の一つである。イタリアの首都ローマのドン・ボスコ地区（クアルティエーレ）にある。
チネチッタ広場 (piazza di Cinecittà) のトゥスコラーナ街道 (via Tuscolana) とティート・ラビエーノ通り (viale Tito Labieno) とオラーツィオ・プルヴィッロ通り (via Orazio Pulvillo) の交差点に建設されている。
名称は後にパルミーロ・トリアッティ通りと名付けられたスバウグスタ環状道路からとられた。

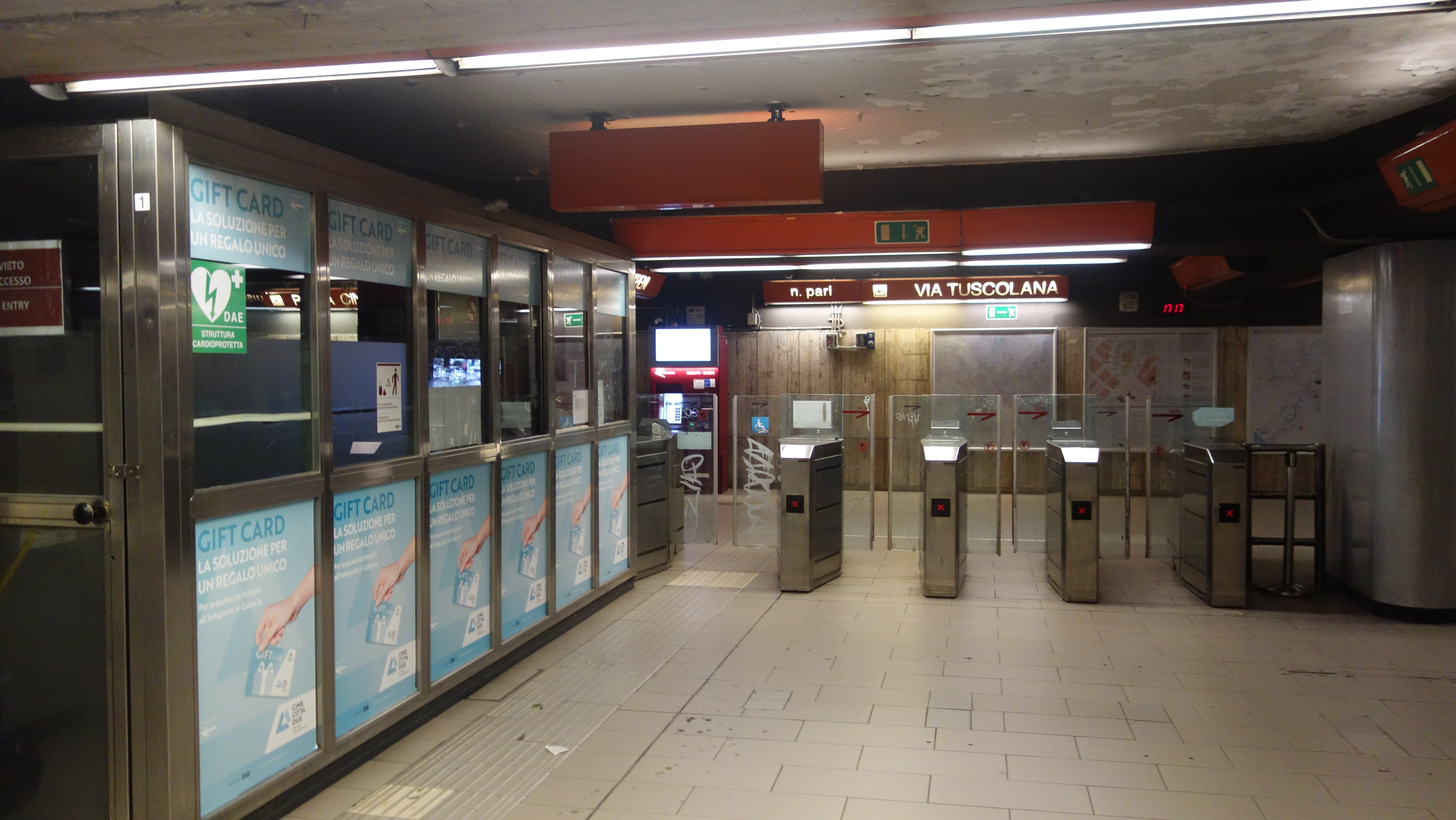
改札口
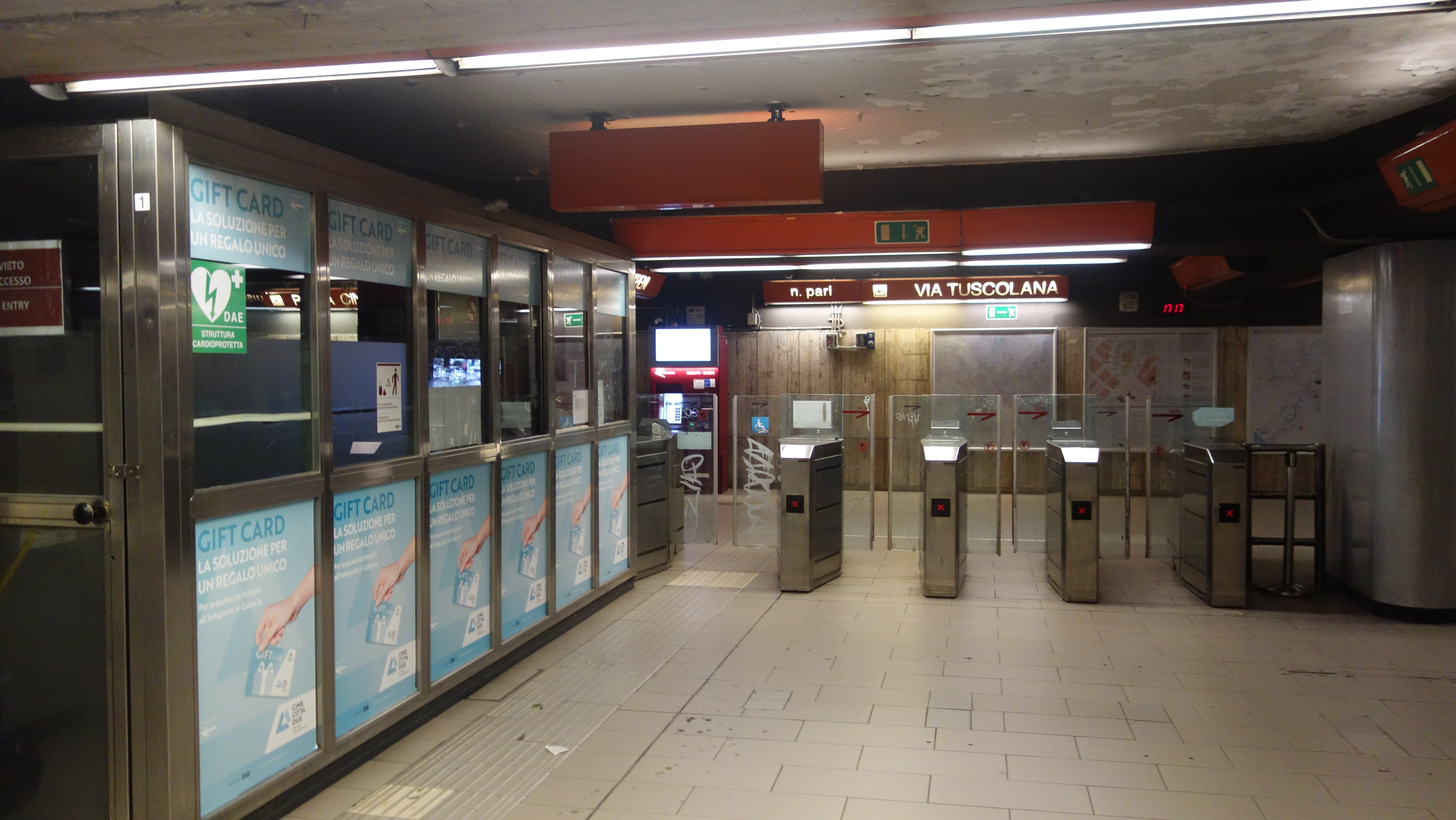
ホーム

## 周辺
- チネチッタ2ショッピングセンター (Centro commerciale Cinecittà 2)
- サン・ジョヴァンニ・ボスコ広場 (piazza di San Giovanni Bosco)
- サン・ジョヴァンニ・ボスコ教会 (chiesa di San Giovanni Bosco)
- パルミーロ・トリアッティ通り (viale Palmiro Togliatti)
- ルーチェ研究所 (Istituto Luce)
- アッピア街道州立公園
  - ローマ水道橋公園（クラウディウス水道とフェリクス水道）

## 施設
駅には以下の施設がある:
- 障害者を運ぶ要員